# James O'Connor (football, 1984)
Pour les articles homonymes, voir O'Connor et James O'Connor.
James Francis Edward O'Connor, né à Birmingham le 20 novembre 1984, est un footballeur anglais. Il joue à Kidderminster Harriers.

## Biographie
En mai 2006, James O'Connor signe à Doncaster Rovers pour un montant de 130 000 £.
Le 2 septembre 2013 il est prêté à Bristol City pour la saison. Le 21 juin 2014, il rejoint Walsall FC.

## Palmarès
Aston Villa
- FA Youth Cup
  - Vainqueur : 2002

Doncaster Rovers
- Football League Trophy
  - Vainqueur : 2007
- League One
  - Vainqueur des playoffs : 2008